# Xenohammus albomaculata
Xenohammus albomaculata är en skalbaggsart som beskrevs av Wang och Fernando Chiang 2000. Xenohammus albomaculata ingår i släktet Xenohammus och familjen långhorningar. Inga underarter finns listade i Catalogue of Life.